# Karl Lamprecht
Karl Gotthart Lamprecht (født 25. februar 1856 i Jessen i Preussen, død 10. maj 1915 i Leipzig) var en tysk historiker.
Lamprecht uddannede sig omhyggelig, ikke blot i historie, men også i litteratur- og kunsthistorie, jura og nationaløkonomi. 1885 blev han professor i Bonn; 1890 forflyttedes han til Marburg; siden 1892 var han knyttet til Leipzigs Universitet. Han har udfoldet en rig forfattervirksomhed på de områder, hans ungdomsstudier havde ført ham ind på; men hans hovedværker er Deutsches Wirtschaftsleben im Mittelalter (4 bind, 1886), en dybtgående, økonomisk skildring af høj værdi, og Deutsche Geschichte (12 bind, 1890—1909, med et supplement, Zur jüngsten deutschen Vorgangenheit, 3 bind, 1902—04), en særdeles åndfuld fremstilling af hovedtrækkene i Tysklands historie med tonen på den indre kulturudvikling. Det sidste værk blev fra nogle sider løftet til skyerne, fra andre sider stærkt angrebet.
Lamprecht stillede sig i en skarp modsætning til den Rankeske skole: medens denne lægger hovedtonen på den politiske historie og de enkelte fremragende personligheder, satte han i stedet historievidenskabens mål i at studere og forstå kulturtilstandene og deres sammenhæng, og i en række småskrifter, for eksempel Alte und neue Richtungen in der Geschichtswissenschaft (1898), Die kulturhist.orische Methode (1900) forsvarede han sin metode og sine resultater. En frugt af hans studieretning var oprettelsen ved Leipzigs Universitet af et Institut für Kultur- und Universalgeschichte.
Ved sin brede kundskab og sin fine forståelse af vekselforholdet mellem de forskellige kulturfænomener har Lamprecht sikkert tilført den tyske historiegranskning et friskt og livskraftigt element.